# Giro di Toscana 1932
Il Giro di Toscana 1932, nona edizione della corsa, si svolse il 21 aprile 1932 su un percorso di 271,5 km. La vittoria fu appannaggio dell'italiano Learco Guerra, che completò il percorso in 10h19'58", precedendo i connazionali Luigi Giacobbe e Alfredo Binda.
I corridori che presero il via da Firenze furono 45, mentre coloro che tagliarono il medesimo traguardo furono 23.

## Ordine d'arrivo (Top 10)
| Pos. | Corridore         | Squadra            | Tempo     |
| ---- | ----------------- | ------------------ | --------- |
| 1    | Learco Guerra     | Maino-Clément      | 10h19'58" |
| 2    | Luigi Giacobbe    | Maino-Clément      | a 2'30"   |
| 3    | Alfredo Binda     | Legnano-Hutchinson | a 3'50"   |
| 4    | Remo Bertoni      | Legnano-Hutchinson | s.t.      |
| 5    | Ettore Meini      | Ganna-Dunlop       | a 7'22"   |
| 6    | Aldo Canazza      | Wolsit             | s.t.      |
| 7    | Angelo Rinaldi    | Maino-Clément      | s.t.      |
| 8    | Allegro Grandi    | Bianchi            | s.t.      |
| 9    | Pietro Mori       | -                  | s.t.      |
| 10   | Agostino Bellandi | Dei                | a 13'02"  |